# Calathea nitidifolia
Calathea nitidifolia är en strimbladsväxtart som beskrevs av H.A.Kenn. Calathea nitidifolia ingår i släktet Calathea och familjen strimbladsväxter. Inga underarter finns listade.